# Armandia lanceolata
Armandia lanceolata är en ringmaskart som beskrevs av Willey 1905. Armandia lanceolata ingår i släktet Armandia och familjen Opheliidae. Inga underarter finns listade i Catalogue of Life.